# Республіка Бенін (1967)
 Не плутати з сучасною Республікою Бенін, яка називалася Республіка Дагомея у 1967 році та змінила назву на Бенін у 1975 році.
Республіка Бенін була короткочасною невизнаною сепаратистською державою в Західній Африці, яка існувала протягом семи годин у 1967 році. Вона була створена 19 вересня 1967 року під час громадянської війни в Нігерії як маріонеткова держава іншої сепаратистської держави Біафри після окупації Середньо-Західного регіону Нігерії та названа на честь своєї столиці, Бенін-Сіті, з Альбертом Нвазу Оконкво як головою уряду.
Нова держава була спробою Біафри перешкодити мешканцям сусіднього Середньо-Західного регіону, які не є представниками народу ігбо, стати на бік Нігерії після регіональної етнічної напруги на початку війни. Республіка Бенін була офіційно проголошена навіть після того як нігерійські федеральні сили відвойовували регіон, і закінчилася наступного дня, коли вони увійшли в Бенін-Сіті. Окупація Середньо-Західного регіону налаштувала жителів проти сепаратистського руху та була використана урядом Нігерії як виправдання для ескалації війни проти Біафри.

## Історія
Напередодні громадянської війни в Нігерії жителі етнічно різноманітного Середньо-Західного регіону намагалися зайняти нейтральну позицію. Незадовго до того, як Біафра оголосила про відокремлення від Нігерії, лідери Середньо-Західного регіону спонсорували мирну конференцію поблизу Бенін-Сіті, і офіційні особи відмовилися дозволити нігерійським федеральним військам вторгнутися в Біафру через регіон.  У серпні 1967 року війська Біафра окупували Середньо-Західний регіон і взяли під свій контроль регіональний уряд, а новим головою уряду з титулом губернатора став доктор Альберт Оконкво, який отримав американську освіту. Спочатку населення ігбо вітало контроль регіону Біафрою, тоді як не-ігбо загалом були незадоволені, але вирішили не чинити опір, а дочекатися відновлення федерального контролю. Початкові відносини між новою адміністрацією та не-ігбо були мирними, але неспокійними. Щоб покращити стосунки, адміністрація Оконкво насичувала домівки та вулиці новинами з біафрської позиції. Проте кампанія в засобах масової інформації почала наповнювати державу новинами про гноблення ігбо в Нігерії, і з часом етнічний розкол у регіоні лише посилювався. Нескінченна піар-кампанія знищила симпатії не-ігбо до пробіафрських сепаратистів замість того, щоб перетворити їх на відверту підтримку, причому більшість прийняла нейтральні або пронігерійські симпатії.  Оскільки відносини між окупаційним урядом та не-ігбо продовжували погіршуватися, президент Біафри К. Одумегву Оджукву відвідав Середньо-Західний регіон, щоб отримати підтримку та зустрівся з лідерами раніше забороненої Національної конвенції громадян Нігерії (NCNC). Незважаючи на те, що візит викликав посилення підтримки серед колишніх партизанів NCNC, їхні минулі внутрішньопартійні розбрати знову прокинулися. Одночасно почалися сутички партизан NCNC з прихильниками інших партій. Відмова від вторгнення з боку не-ігбо зміцнилася.   Продовжуючи втрачати підтримку населення Середньо-Західного регіону адміністрація Оконкво впала у відчай.
19 вересня 1967 року біафранці змінили статус регіону, проголосивши Республіку Бенін, незалежну державу, окрему від Біафри, як останню спробу. Вважалося, що навіть якщо йому не вдасться отримати підтримку не-ігбо, нова держава могла би принаймні фізично відокремити Біафру від нігерійських федеральних сил.  Посилаючись на загибель жителів Середнього Заходу під час заворушень на півночі та довоєнну підтримку регіоном конфедеративного уряду в Нігерії, Оконкво заявив, що Республіка Бенін підтримуватиме Біафру в усіх справах і братиме участь у таких організаціях, як Співдружність націй та Організація африканської єдності. Оконкво та інші офіційні особи обговорювали декларацію про незалежність за два тижні до цього, 5 вересня, не дійшовши згоди, і це оголошення було зафіксовано під час короткого затишшя, коли він і його військові сили відступали перед лицем військового наступу федерального уряду.  Пізніше того ж дня федеральні війська досягли Бенін-Сіті, столиці Республіки Бенін, і британський верховний комісар повідомив про натовпи, що вишикувалися на вулицях, щоб відсвяткувати відвоювання.  Тим часом президент Біафри Оджукву не прокоментував цю заяву, зосередившись натомість на нездатності солдат Біафри зупинити просування уряду.  Його увага до військових невдач Оконкво та відсутність коментарів щодо проголошення незалежності свідчить про те, що офіційні особи Біафри, можливо, планували проголошення Республіки Бенін, і що їхні заперечення стосувалися саме до невдалого часу проголошення, а не його появи взагалі. Біафра отримала обмежене визнання з боку деяких іноземних держав, але всі досягнення не були пов'язані з проголошенням Беніну. Однак після падіння Бенін-Сіті губернатор Беніну Альберт Оконкво швидко створив уряд Беніну у вигнанні, який базувався в Біафрі; він також заснував Бригаду Республіки Бенін, військове крило під командуванням біафранського полковника Джо Ачузі для звільнення Беніну від окупації Нігерії. Однак, коли 15 січня 1970 року Біафра була захоплена нігерійськими військами, Бенін остаточно впав, Республіка припинила своє існування.

## Зовнішні посилання
- Декларація незалежності «Республіки Бенін»
- WorldStatesmen- Нігерія – демонструє свій прапор